# Hileolaspis
Hileolaspis is een kevergeslacht uit de familie van de boktorren (Cerambycidae). De wetenschappelijke naam van het geslacht werd voor het eerst geldig gepubliceerd in 1992 door Galileo & Martins.

## Soorten
Hileolaspis is monotypisch en omvat slechts de volgende soort:
- Hileolaspis auratus (Linnaeus, 1758)